# Hoofddorp
Hoofddorp (letteralmente villaggio principale) è il maggiore centro della municipalità di Haarlemmermeer, nella provincia dell'Olanda settentrionale, nei Paesi Bassi. Nel 2009, la popolazione ha superato le 73.000 unità. Il centro è stato fondato nel 1853, subito dopo la bonifica dell'area di Haarlemmermeer.

## Storia

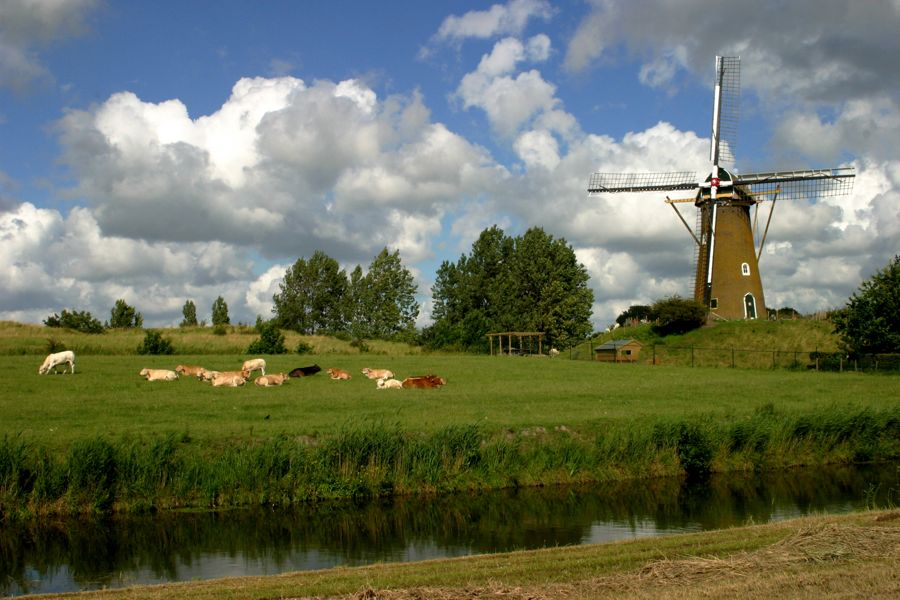
Il mulino De Eersteling

Conclusosi il drenaggio dell'area di Haarlemmermeer vennero fondati due villaggi nel polder così creato: Kruisdorp e Venneperdorp, rinominati nel 1868 rispettivamente Hoofddorp e Nieuw-Vennep.
Hoofddorp, essendo più prospero rispetto a Nieuw-Vennep, divenne rapidamente il villaggio più importante del distretto, malgrado il vicino villaggio di Badhoevedorp avesse un maggior numero di abitanti, conseguenza delle sue funzioni economico-amministrative e della posizione favorevole.
Nel tardo XIX secolo Hoofddorp è stata inclusa nella linea di Difesa di Amsterdam.. Un forte fu costruito vicino al canale principale, due batterie d'artiglieria installate in quelle che attualmente sono le periferie, diverse casematte costruite ad est rispetto l'abitato.
Un grande argine (conosciuto come Geniedijk, argine degli ingegneri) fu costruito al fine di permettere il collegamento fra il forte e le casematte, fino ai forti di Vijfhuizen ad ovest e Aalsmeer ad est
Nel 1856 il primo mulino a vento della zona di Haarlemmermeer venne costruito ed attivato a Hoofddorp ad opera di Dirk David van Dijk. Chiamato De Eersteling (il primo) venne messo in disuso a causa dell'espansione urbana nell'area in cui si trovava. Nel 1977 venne trasferito in un'area vicina al forte e riattivato, dove oggi è visitabile.

## Infrastrutture e trasporti

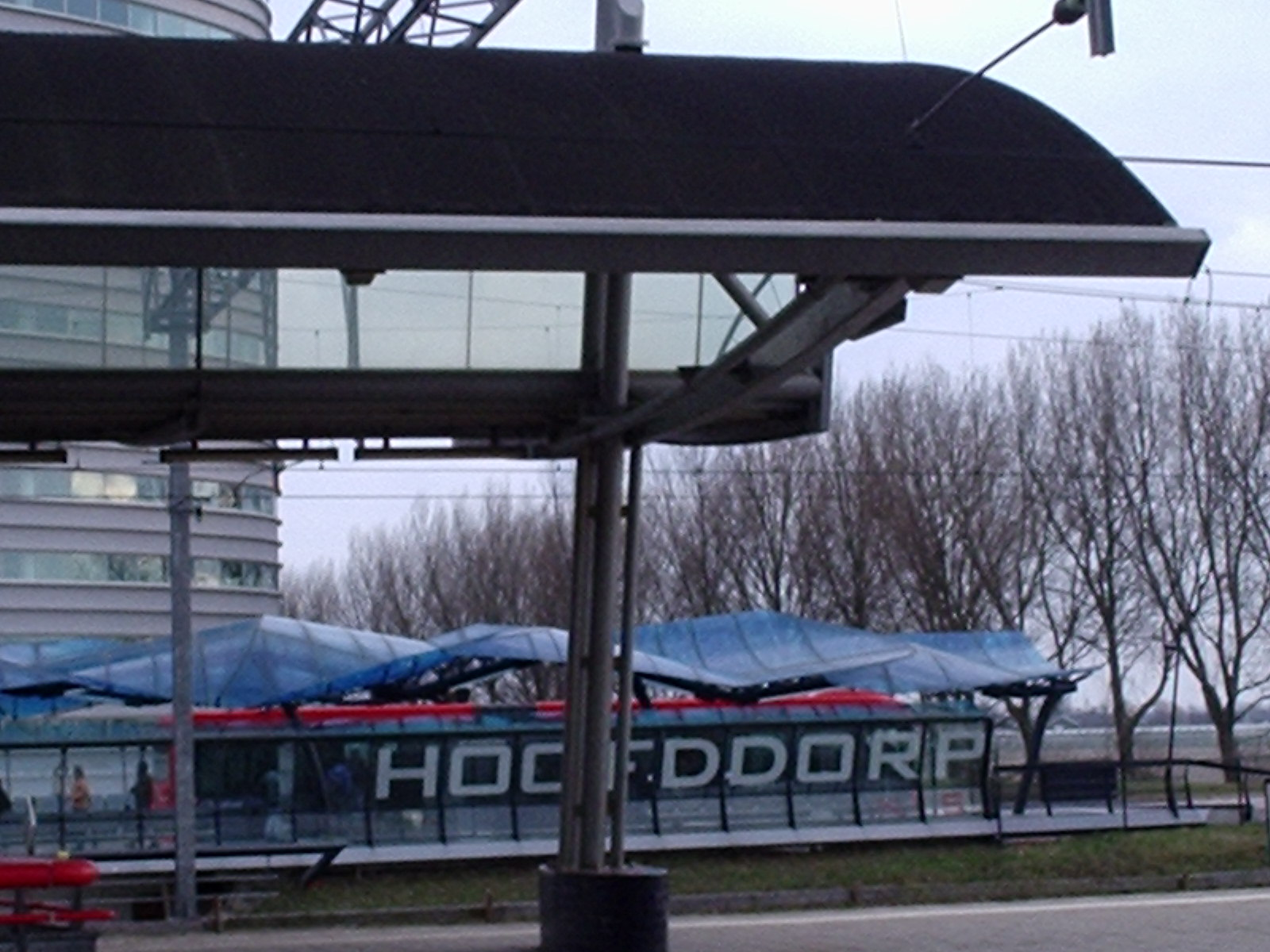
La stazione per bus e treni della linea Haarlem-Amsterdam, la Zuidtangent. Sullo sfondo gli alberi lungo il Geniedijk

Ad oggi l'area è servita da una stazione ferroviaria, dalla quale partono treni per Leiden, Amsterdam (Zuid) e per la stazione centrale di Amsterdam.
Il primo collegamento ferroviario per Hoofddorp venne inaugurato il 3 agosto 1912, con una linea che congiungeva Leiden, Aalsmeer e Haarlem.. Questa linea, gestita dalla Hollandsche Electrische Spoorwegmaatschappij (HESM), venne dismessa il 31 dicembre 1935.
Nel 1891 Hoofddorp venne nuovamente dotata di un collegamento ferroviario, questa volta con Leiden e Schiphol, attraverso la linea detta Schiphollijn.
Oltre alle linee ferroviarie, Hofddorp è servita da mezzi pubblici che la collegano ad Haarlem, Schiphol ed Amsterdam ed è connessa alle autostrade A4, A5 e A9, nonché a diverse delle strade principali dei Paesi Bassi.

## Luoghi d'interesse
La stazione dei bus vicino allo Spaarne Hospital rappresenta la maggiore opera architettonica al mondo costruita interamente da materiali sintetici, polistirene e poliestere.